# Parmena subpubescens
Parmena subpubescens är en skalbaggsart som beskrevs av Hellrigl 1971. Parmena subpubescens ingår i släktet Parmena och familjen långhorningar. Inga underarter finns listade i Catalogue of Life.